# Donald et les Abeilles
Pour plus de détails, voir Fiche technique et Distribution.
Donald et les Abeilles (Beezy Bear) est un court métrage d'animation américain, réalisé par Jack Hannah, sorti le 2 septembre 1955.
Ce dessin animé de la série des Donald Duck — produit par Walt Disney — est distribué par RKO Radio Pictures.

## Synopsis
Donald est apiculteur mais un ours venant du parc national voisin essaie de lui voler son miel...

## Fiche technique
- Titre : Donald et les Abeilles
- Titre original : Beezy Bear
- Réalisation : Jack Hannah
- Scénario : David Detiege et Al Bertino
- Animateur : Bob Carlson, Al Coe, Volus Jones et Bill Justice
- Layout : Yale Gracey
- Background : Brice Mack
- Effets visuels : Dan McManus
- Musique: Oliver Wallace
- Voix : Clarence Nash (Donald), James MacDonald (l'ours Nicodème) et Bill Thompson (la voix du ranger)
- Producteur : Walt Disney
- Société de production : RKO Radio Pictures
- Pays de production :  États-Unis
- Langue : Anglais
- Série : Donald Duck
- Format : Couleur (Technicolor) — 35 mm — 1,37:1 — Son : Mono (RCA Photophone)
- Durée : 6 min
- Dates de sortie : 
  - États-Unis : 2 septembre 1955

## Voix françaises
- Sylvain Caruso : Donald Duck
- Philippe Dumat : la voix du ranger